# 홍군
중국공농홍군(중국어 정체자: 中國工農紅軍) 약칭 홍군(중국어 정체자: 紅軍)은 1927년부터 1937년까지 존재한 중국공산당의 당군으로 본래 북벌에 호응하기 위해 조직된 단체였으나 1928년 제1차 국공합작 결렬 이후 국민혁명군과 격렬히 교전했다. 
교전 초기 홍군이 국민혁명군에 비해 부족한 인원과 물자에도 연전연승 했으나, 1931년부터는 국민혁명군의 전술과 수세를 감당치 못해 장정을 시작해 장제스의 포위망을 뚫고 옌안에 도착해 거점을 마련했다.
1937년 항일전쟁을 위한 국민당-공산당 간의 통일전선이 다시 성립되면서 국민혁명군에 합류하기로 결정해 홍군은 공식적으로 해산하였다.
국민혁명군에 합류한 홍군 병사들은 사조직인 팔로군과 신사군을 결성했고, 항일전쟁 승리후 이들은 오늘날의 인민해방군을 이루는 주축이 되었다.

## 개요
코민테른의 요청을 받아들인 손중산의 주도로 1923년, 중국 국민당과 중국 공산당은 협력 관계(제1차 국공합작)가 되었으나 1925년 쑨원 사망 후 장개석이 중국 국민당의 당수가 되면서, 중국 국민당의 중국 공산당 탄압은 매우 심해졌다. 결국 이러한 앙금이 폭발하여 중국 공산당은 장개석을 비판하기 시작했고, 장개석은 중국 공산당의 세력확장이 두려워 1927년 4월 12일 상하이에서 삼합회 조직폭력배들과 국민당군, 경찰들을 동원하여 중국 공산당을 괴멸에 가깝게 학살(상하이 쿠데타)했다.
계속된 학살극에 중국 공산당의 지도자격인 리대소는 체포된 후 총살을 당했다. 이를 본 모택동과 그를 포함한 공산주의자들은 독자적인 군대를 조직해야 할 필요성을 느끼고 난창 봉기를 통해서 중국공농홍군이라는 공산주의 군사 조직을 결성했다.
중국 전역을 장개석의 국민당이 점령하면서 국민당의 세력은 나날이 커져갔고 중국 자본가들과 세력가들의 막강한 지지를 받았다. 하지만, 동시에 국민당 내부의 부정부패, 노동자-농민 착취는 심해졌고, 심지어 당시 중국 농민들과 노동자들은 국민당군을 하나의 약탈 도적단 세력으로 보았다. 이러한 중국 정세를 이용하여, 공산당의 홍군은 '삼대기율팔항주의'(三大紀律八項注意)라는 엄격한 규율을 통해 모범적인 군대로 인식되었고, 농지를 들를 때마다 지역 공동체의 농민들과 합세하여 지주를 처형하고, 토지개혁을 실시해주었다. 이러한 적극적인 민심도모를 통해 농민과 노동자에게 큰 지지를 받았다. 이 당시 모택동은 홍군을 지휘하면서 중국 사회에서 농민 중심의 혁명 전개가 얼마나 중요한 지 느끼게 되었고, 그 결과가 체계화 된 사상으로써 나온 것이 바로 흔히 알려진 모택동주의이다.
1937년 중일전쟁이 발발하면서 오랜 내전을 잠시 중단하고 중국 국민당과 연합하여 홍군은 팔로군과 신사군으로 편재되었고, 중일전쟁이 승리로 끝난 후에는 다시 분열하여 지금의 중국 인민해방군으로 개편되었다.

## 참전

### 난창 봉기과추수 봉기
- 1927년 8월 1일 - 난창 봉기
- 1927년 9월 7일 - 추수 봉기

1927년 8월 1일 새벽 2시를 기해 난창 봉기이 일어났다. 잠시 난창을 점령하였지만, 8월 3일 이어진 포위 공격으로 주덕은 이들을 이끌고 정강산으로 도망하여 마오쩌둥과 합류를 하였다. 마오는 이들을 제4군으로 개편하고 추수 폭동을 일으켰다. 이들이 이후 이름을 바꾼 군대를 홍군이라고 하였다.
홍군은 시기와 지역에서 여러 가지 호칭, 조직을 가지고 있었다. 비슷한 명칭이 같은 시기 또는 다른 시기에, 같은 지역 또는 다른 지역에서 사용되고 있다. 당시는 지역명 등을 붙여 호칭을 하였다. 같은 이데올로기를 가진 군대이며, 어느 군대도 모두 통칭은 홍군(중국공의홍군)이라고 불렀다.

### 1차 토공전
- 1930년 ~ 1931년 - 1차 토공전(홍군 승리)

중국 공산당 공농홍군 - 약 4만명 - 지휘관: 모택동, 주덕
중국 국민당 국민혁명군 - 약 15만명 - 지휘관: 장개석
추수 봉기 이후부터 강서성에 세력을 꾸린 중화 소비에트 공화국을 해체하기 위해서 중국 국민당군이 1930년에 첫 번째로 벌인 대규모 포위전이다. 그러나 압도적인 군사력에 비해, 공산당 게릴라를 토벌하지 못하고, 국민당군은 패배했다.

### 2차 토공전
- 1931년 5월 31일 - 2차 토공전(홍군 승리)

중국 공산당 공농홍군 - 약 3만명 - 지휘관: 모택동, 주덕
중국 국민당 국민혁명군 - 약 20만명 - 지휘관: 장개석
1차 강서성 포위전이 실패로 끝났음에도 불구하고 중국 국민당 지도부와 장개석은 중화 소비에트 공화국을 토벌할 수 있다는 희망에 사로잡혀 있었다. 때문에, 국민혁명군 내부의 유능한 장성들의 반대에도 불구하고 장개석은 제대로 된 준비없이 2차 공격을 감행했고, 결국 두 번째 패배를 맛본다. 이 일로 국민당군 장성의 일부는 공산당군으로 당적을 이전했다.

### 3차 토공전
- 1931년 7월 1일 - 3차 토공전(홍군 승리)

중국 공산당 공농홍군 - 약 3만명 - 지휘관: 모택동, 주덕
중국 국민당 국민혁명군 - 약 30만명 - 지휘관: 장개석
3주 간의 싸움 끝에도 2차 포위전에 패배한 장개석의 국민당군은 독일, 영국, 일본의 군사 고문단 지원을 요청했고, 그들은 1931년 6월 21일 난창에 도착했다.
24명의 군사 고문단들은 그 간의 공격이 다방면에서의 공격이 아니라 돌입형 공격이었다는 것을 지적했고 공산당 군대가 수비 재편성을 하기 전에 양 사이드에서 공격을 해야한다고 조언했다. 장개석은 이러한 조언을 받아들여 하응흠 장군에게는 좌군 사령관, 진명추 장군에게는 우군 사령관의 직책을 줬고, 양 사이드에서 공격을 감행했다.
그러나 국민당군은 공산당이 수비부대를 재편성하기 전에 공격을 감행해야했기 때문에 군사 움직임이 매우 요란하고 정비가 제대로 되기가 어려운 상태에 빠지게 된다. 때문에 양 사이드로 진격할 것을 예상한 홍군은 새로운 작전을 세웠다. 홍군의 병력은 매우 낮았기 때문에, 수비 병력을 양 사이드로 나눠서 싸우기에는 무리가 있었다. 때문에 그간에 썼던 수비전 방식을 수정하여, 유인기 작전으로 들어갔다. 소수의 홍군 편성부대가 양축의 거대한 국민당군 병력에 대항하면서, 패배하는 것처럼 보이고 그들을 한 곳에 모아 진격로를 단일화 시킨 다음 대부분의 홍군들은 강서성 양 사이드 협곡에 매복하여 기습 작전을 펼치려고 했다.
하응흠과 진명추는 협곡에 들어설 때 홍군의 매복 여부를 따지지 않고 무리한 진입을 시도했고, 협곡에서 기습을 당할 때도 상황 파악을 제대로 못했다. 병력이 분산된 국민당군은 심한 인적 손실을 입고, 다시 후퇴할 수 밖에 없었다.

### 4차 토공전
- 1932년 ~ 1933년 - 4차 토공전(홍군 승리)

중국 공산당 공농홍군 - 약 7만명 - 지휘관: 주은래, 주덕
중국 국민당 국민혁명군 - 약 55만명 - 지휘관: 장개석
장개석은 집요했다. 세 번째 패배에도 불구하고, 병력을 다시 충원하여 1년도 채 지나지 않아 새로운 공격을 감행했다. 만주사변으로 인해 만주가 일본에게 넘어갔지만, 장개석에게는 공산당 토벌이 더 중요한 것이었다. 4차 강서성 포위전에 대해서 대부분 국민당군 장성들은 반발했지만, 장개석과 그의 심복인 하응흠은 4차 공격을 적극적으로 추진했다.
강서성 말고도 후난, 후베이, 허난, 안후이는 홍군의 중요한 거점지였다. 장개석의 국민당군은 강서성의 중앙 정부를 타격하는 것 보다는 저 4곳의 거점을 집중 공격하는 것이 과제라고 생각했다. 당시 모택동은 지병이 악화되어, 지휘 능력을 상실한 상태였다. 때문에 모택동의 동지였던 홍군의 사령관인 주덕이 홍군을 실질적으로 지휘하고 있었다.
그러나 후난, 후베이, 허난, 안후이를 동시 공격한 국민당군은 홍군의 매복 기습에 또 당했고, 4만명 정도의 군인이 전사한다. 결국 국민당군은 또 다시 후퇴할 수 밖에 없었다.

### 5차 토공전
- 1933년 ~ 1934년 - 5차 토공전(국민혁명군 승리)

중국 공산당 공농홍군 - 약 130,000 명 - 지휘관: 이립삼, 장국도, 왕명 외 28인의 볼셰비키
중국 국민당 국민혁명군 - 약 1,100,000 명 - 지휘관: 장개석, 한스 폰 젝트
5차 강서 해방구 포위전은 1차 국공내전에서 중국 국민당과 중국 공산당 사이의 최대 내전이다. 장개석은 독일인 군사고문단중 하나인 한스 폰 젝트의 조언에 따라 그간의 패전으로 주요 거점을 집중적으로 공격하든, 전면돌파를 하든 지구전 방식을 채택하여 진격해야 한다는 것을 깨달았다. 지구전 방식이란, 막강한 군사력으로 해당 중-소규모 거점 확실히 점령하면 그 지역을 새로운 '소규모 요새'로 만들어 천천히 진격해나가는 방식이다. 이러한 방식은 수많은 인력, 자원이 필요한 방법이지만, 만주를 제외한 중국 본토 전역을 점령한 중국 국민당에게는 인력과 물자란 걱정 사항에 해당되지 않았다.
또한 처음으로 장개석은 강서성 소비에트 포위전에 100만명이 넘는 군사력을 투입했다.
그에 반해, 당시 중화소비에트공화국의 실권자 모택동과 그를 주축으로 한 중국 특유의 공산주의 사상을 가진 공산주의자들이 권력의 중심에서 잠시 물러나고, 친소련 마르크스-레닌주의자들이 당권을 장악하게 되었는데, 이들은 코민테른에서 파견한 군사고문관인 오토 브라운의 조언을 들어, 그 간에 썼던 모택동의 게릴라전 방식을 폐기하고 정규전으로 가야한다는 주장을 펼쳤다. 그러나, 국민당군에 비해 군사력, 물자부터가 확실히 부족한 홍군에게 정규전이라는 전략은 매우 맞지 않는 전술-전략이었다.
전투에 처음 돌입하면서, 홍군은 오토 브라운의 조언대로, 전면적으로 진지를 구축하고 국민당군과 1대1 전면전을 펼쳤지만, 오히려 그것은 국민당군에게 크나큰 도움이 되었다. 홍군이 전면전을 위해 만들어놓은 진지는 국민당군이 점령하고나서, 요새화를 할 시간이 들지 않도록 해주었다. 국민당군은 소거점 여러 곳을 막강한 군사력으로 점령한 후, 지구전 작전에 들어갔다. 홍군의 경우는 전면전에서 대부분의 병력을 잃고, 뒤늦게 게릴라 전술을 채택하지만, 이미 국민당군이 강서 소비에트 주위 거점 깊숙히 침투한 상태였고, 병력 또한 차이가 매우 심하여 게릴라전을 펼쳐도 별 다른 수가 없었다. 또한 홍군은 평소에 국민당군이 소거점을 점령한 후에도 대충 군사를 재정비하여 무리한 돌입을 시도할 줄 알았지만, 예상과는 다르게 진행됐다. 여기서 중국 공산당 지도부가 방심하여 적군의 전략을 제대로 파악하지 못했다는 점이 보인다.
국민당군은 대규모 인력과 자원으로 소거점 하나하나를 요새화했고, 점점 공산당 중앙 거점지 하나하나를 조여가기 시작했다.
결국 중앙 공동체인 강서성 소비에트가 무너지기 직전에 처했다는 것을 파악한 친소련파 중국 공산당 지도부는 강서성 탈출 결정을 내렸으며, 쭌이 회의로 인해 다시 모택동의 노선으로 회귀하였고 약 9만명의 홍군은 모택동의 지휘 하에 연안까지 후퇴하는 대장정에 돌입하였다.

### 대장정
- 1934년 ~ 1936년 - 대장정(홍군의 옌안 정착 성공)

중국 공산당 공농홍군 - 약 86,000 명 - 지휘관: 모택동
중국 국민당 국민혁명군 - 약 700,000 명 - 지휘관: 장개석

## 같이 보기
- 중국 인민 해방군
- 대장정
- 붉은 군대
- 팔로군
- 신사군

## 관련 서적
- 《湘江血泪:中央红军长征突破四道封锁线纪实》（상강 피눈물: 중앙 홍군 장정 4도 봉쇄선 돌파의 기록）